# Ernesto Ruffini
Ernesto Ruffini (ur. 19 stycznia 1888 w San Benedetto Po, zm. 11 czerwca 1967 w Palermo) – włoski kardynał, arcybiskup Palermo.

## Życiorys
Kształcił się w seminarium w Mantui, a także w Rzymie, gdzie uzyskał licencjat z filozofii w roku 1911 na Akademii św. Tomasza, uczęszczał też do Instytutu Biblijnego. Święcenia kapłańskie otrzymał 10 lipca 1910 w kaplicy katedry w Mantui z rąk miejscowego ordynariusza Paolo Carlo Origo. Po ukończeniu rzymskich studiów w 1913 został wykładowcą w Wyższym Seminarium Duchownym w Rzymie. Był nim do roku 1930. Oprócz tego wykładał w Ateneum De Propaganda Fide, był egzaminatorem rzymskiego kleru i współpracował ze Świętym Oficjum i Kongregacją ds. Seminariów i Uniwersytetów, gdzie od 1928 był sekretarzem. Od 1930 wykładał na Ateneum Laterańskim. W roku 1931 został pronotariuszem apostolskim. Od 1934 działał jako przewodniczący Akademii Niepokalanego Poczęcia w Rzymie.
11 października 1945 otrzymał nominację na arcybiskupa metropolitę Palermo. Sakry w kościele św. Ignacego w Rzymie udzielił mu kardynał Giuseppe Pizzardo. Na konsystorzu z 1946 otrzymał kapelusz kardynalski i tytuł kardynała-prezbitera S. Sabinae. Otrzymał doktoraty honoris causa uniwersytetów w Buenos Aires i Palermo. Brał udział w konklawe 1958 i 1963 roku. Uczestnik Vaticanum II, gdzie zasiadał w ławie przewodniczących. Zasłynął wtedy rekordową liczbą wystąpień w liczbie czterdziestu. Był też znany ze swych nieprzejednanych tradycjonalistycznych poglądów. Zmarł nagle na zawał serca, kiedy przygotowywał się do mszy w Bonagii, dzielnicy Palermo. Pochowany w miejscowej katedrze.